# Édouard de Max
Édouard de Max, de son nom d'acteur de Max, né Eduard Alexandru Max le 27 février 1869 à Iași en Moldavie et mort le 28 octobre 1924 à Paris 9e, est un acteur de théâtre et de cinéma français d'origine roumaine.

## Biographie

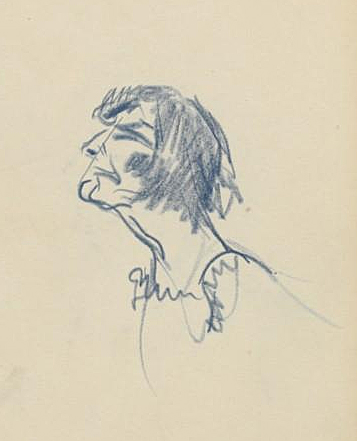
Edouard de Max par Charles Gir.

En 1889, auditionné dans Achille par Edmond Got, Édouard de Max est admis au Conservatoire national supérieur d'art dramatique de Paris dans la classe de Gustave Worms et a comme condisciples Lugné-Poe et Marguerite Moreno avec laquelle il jouera à plusieurs reprises et qui sera une amie fidèle.
En juillet 1891, après les concours d'usage qui le consacrent comme tragédien, il est engagé pour jouer Néron dans Britannicus au théâtre de l'Odéon.
Il est identifié dès ses débuts comme un interprète atypique dont le style emprunte à Mounet-Sully et qui divise la critique: sensationnel pour les uns, il est insupportable aux autres.
Original en tout point - il porte des tenues extravagantes, affiche ouvertement son homosexualité, arrête un Britannicus d'un « - Une minute, laissez asseoir les nouveaux riches » et joue Prométhée nu de sa seule initiative  aux arènes de Béziers -, de Max devient un véritable phénomène médiatique, construit par une certaine presse qui s'offusque un jour et s'amuse un autre du singulier du personnage,.
De Max travaille un jeu de scène très personnel où la gestuelle et les intonations de la voix sont particulièrement présentes, et il développe une psalmodie très personnelle, à égale distance de la diction et du chant, qu'il appelle la troisième manière de vocaliser. Il lui est souvent reproché de se démarquer dans les mises en scène.
Il joue dès ses débuts de nombreuses pièces en compagnie de Lucien Guitry et de Sarah Bernhardt « La Patronne » qu'il rencontre en 1892 et avec laquelle il n'aura de cesse de jouer et de tourner parfois à l'étranger. Elle l'intègre à la troupe du Théâtre de la Renaissance dont elle prend la direction en 1893 et elle le conviera plus tard à rejoindre celle des permanents du Théâtre des Nations qu'elle acquiert en 1899. De Max partage avec Sarah Bernhardt une manière de jouer faite d'exagérations, « le souci des attitudes, la science des gestes, l'art de se draper », etc. Excessivement maniéré et taxé de féminin, ce jeu, pourtant très similaire à celui de Sarah Bernhardt, lui est reproché plus souvent qu'à elle. À ce sujet, son apostrophe à Sarah Bernhardt « Madame, je suis autant femme que vous! » a fait le tour du monde.
Leur relation est à leur image, extravagante: en avril 1904, n'obtenant pas d'explication de la part de Sarah Bernhardt sur la primeur qui est donnée à Guillaume Guy sur l'affiche du spectacle Varennes en préparation alors que celui-ci n'est engagé que pour l'occasion, de Max abandonne soudainement les répétitions. Un  contentieux financier les opposera un temps.

« Ils se boudèrent tous deux raconte-t-on, pendant un moment. Un soir, la grande Sarah, magnifique, venait de donner. au public une impression d'art. inoubliable. De Max était dans la salle. Dès la représentation terminée, tremblant d'enthousiasme et d'émotion, lui qui peut-être fut aussi grand qu'elle, il se jeta. à ses pieds et s'écria : « Je vous demande pardon, Madame. »

— Stéphane Manier, journaliste et homme de lettres, (1896-1943) , Paris-Soir - 30 octobre 1924 – La mort de de Max
En 1908, lors du procès qui l'oppose au dramaturge Henry Bataille à qui elle avait passé commande d'une adaptation de Faust pour son théâtre, Sarah Bernhardt prétexte que de Max, initialement prévu pour le rôle principal, est un personnage trop narcissique.

« Il y a vingt ans que Mme Sarah Bernhardt se refuse à accepter cette vérité astronomique qu'une étoile ne peut
briller au firmament que par comparaison avec d'autres constellations et en surmontant leur éclat… Elle voudrait être seule
à briller dans un ciel dévasté. »

— Henry Bataille par la voix de M. Chenu, avocat, 13 mai 1909
Leurs brouilles, fréquentes, ne portent pas pour autant atteinte à leur collaboration qui dure jusqu'en 1911.
Il est un acteur de la première heure du cinéma français encore relativement décrié avant-guerre.
En 1908, il découvre le jeune Jean Cocteau et, fasciné par son style, le fait connaître du tout Paris au cours d'une matinée poétique qu'il organise au théâtre Femina, avec le premier récital des poésies de l'auteur,.
Il protège André Gide qui a écrit Saül à son intention[réf. souhaitée].
En 1911, il est proche du jeune écrivain et futur instigateur de la Première avant-garde du cinéma français Louis Delluc, qui écrit sa biographie Chez de Max en 1918, et plusieurs articles élogieux à son égard . Celui-ci lui confie ses premiers textes et les deux hommes travaillent ensemble à l'époque à la finalisation des projets théâtraux de Delluc,.  
De Max est engagé en 1915 à la Comédie-Française pour la durée de la guerre et se voit confier quelques rôles importants. L'idée qu'il puisse un jour devenir sociétaire de la prestigieuse institution suscite chez certains une forte indignation: la presse rend publiques ses origines Roumaines et une confession juive sur lesquelles de Max était resté discret jusque là et « l'affaire » implique jusqu'au gouvernement. La polémique sur les origines roumaines de de Max est ridiculisée par la presse et en réaction à celle-ci, ce dernier s'engage dans la légion étrangère et est affecté auprès de l'état-major de l'Armée d'Orient en Salonique en qualité d'interprète.

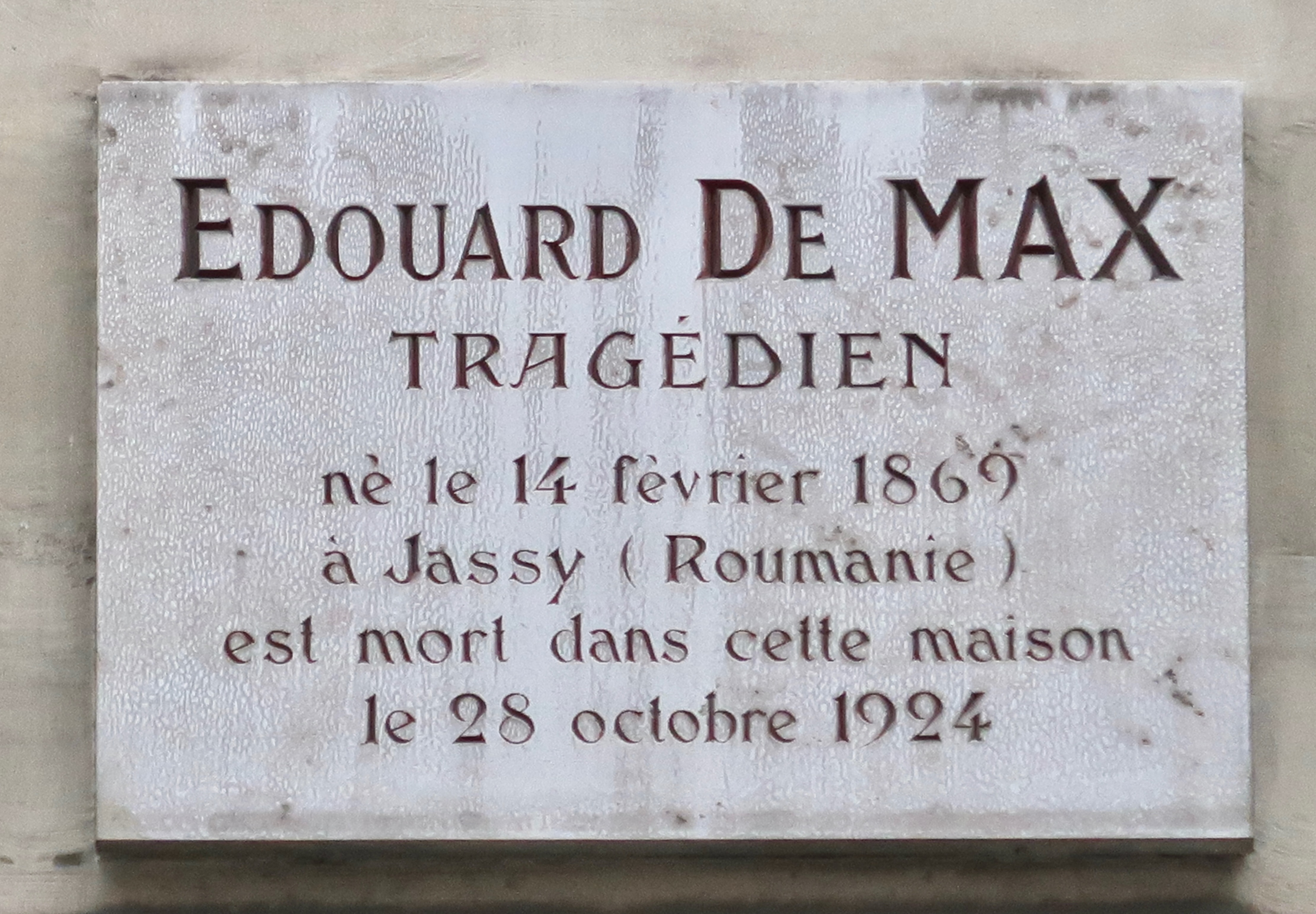
Plaque 66 rue de Caumartin (Paris).

Sous la pression et par crainte du ridicule, la Comédie Française se résout, malgré elle et désavouée par une partie de la presse, à nommer de Max sociétaire le 3 octobre 1916 à part entière avec prise d'effet immédiatement à la fin du conflit. De retour du conflit en 1917, il devient le 355e sociétaire de la Comédie-Française en 1918.
(Le 15 juin 1920 à l'Opéra de Paris)[réf. souhaitée] il joue "Antoine et Cléopâtre" de William Shakespeare dans la traduction d'André Gide avec comme partenaire Ida Rubinstein qui a financé le spectacle, danse de la bacchanale par Harry Pilcer, musique des intermèdes par Florent Schmitt.
Conscient de l'engouement qu'il suscite auprès du public, de Max n'hésite pas à faire valoir ses prétentions financières à la hausse.
De Max met sa notoriété au service de nombreux projets de jeunes auteurs et s'implique également beaucoup pour la Roumanie, son pays d'origine.
La lecture de ses rares écrits et de ceux de ses amis et journalistes témoignent d'un de Max d'une grande générosité et soucieux des autres, cultivé à l'extrême et particulièrement raffiné.

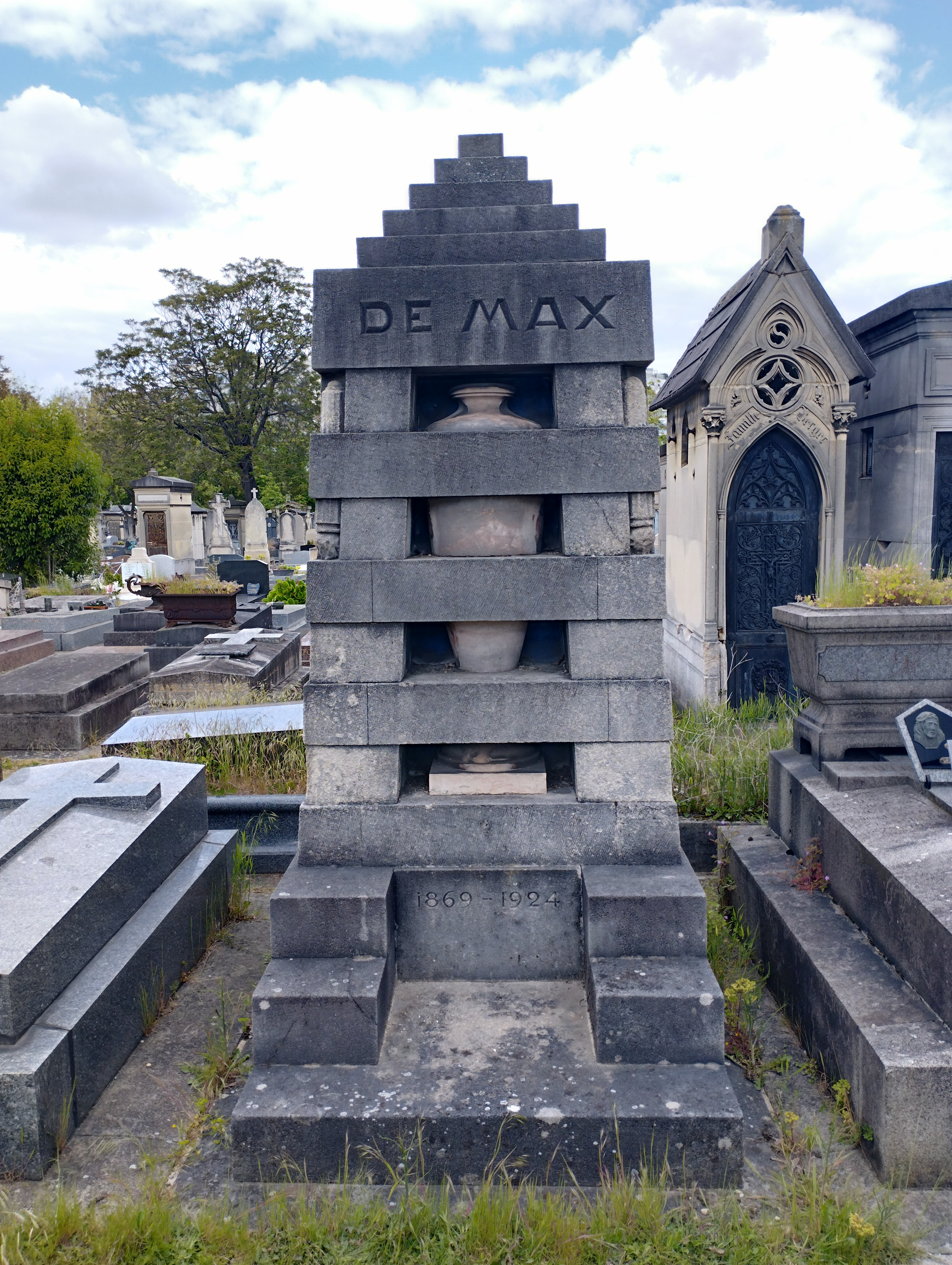
Tombe d'Édouard de Max au cimetière du Montparnasse (division 12).

On ignore comment Édouard de Max fit la connaissance de Pierre de Massot, son cadet de 31 ans, mais une tendre affection liera les deux hommes.
Édouard de Max meurt le 28 octobre 1924 entouré de nombreux proches à son domicile parisien du no 66 rue de Caumartin (9e arrondissement) à l'âge de 55 ans, victime d'une congestion pulmonaire. Une plaque commémorative lui rend depuis hommage.
Sa mort fait les Grands titres de la presse française et l'hommage au géant du théâtre qu'il était est unanime.
Incinéré au Père-Lachaise, il est inhumé à Paris au cimetière du Montparnasse (12e division) à la suite d'une cérémonie où abondent les curieux et où il ne veut « Ni fleurs, ni couronnes », et au sujet de laquelle il ajoute « …, et pas de discours, laissez-moi partir tranquille. »
Une plaque apposée sur l'immeuble où il vécut rappelle son souvenir.

## Théâtre

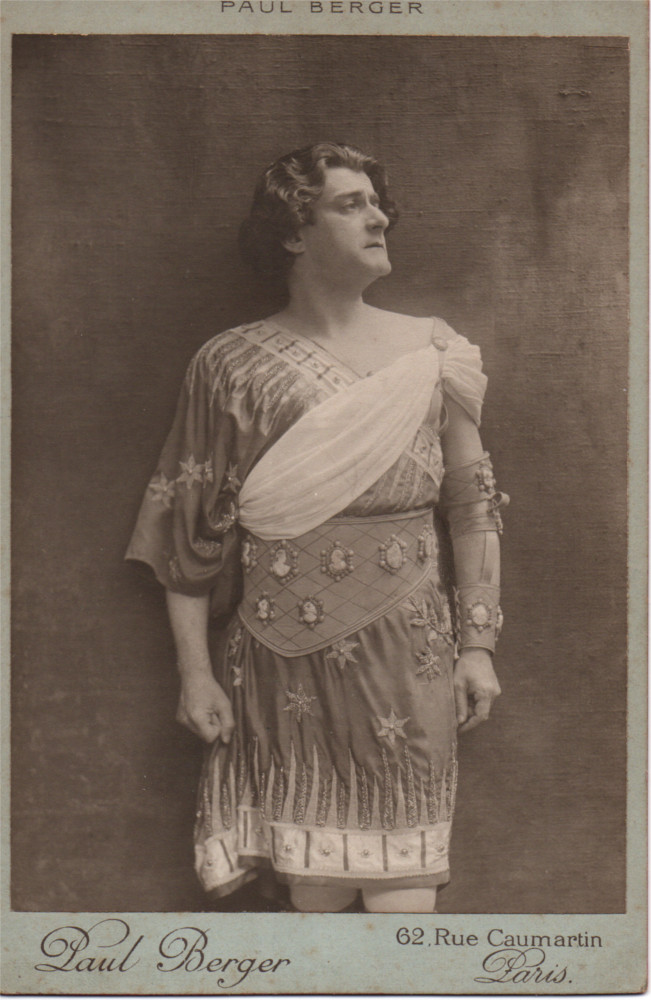

### Carrière hors de la Comédie-Française

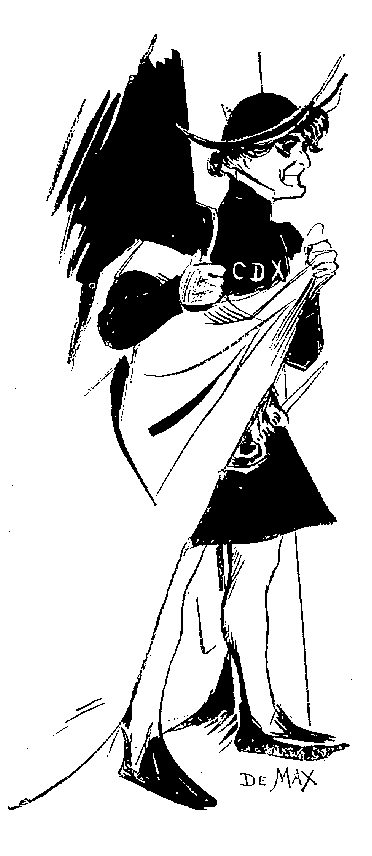
Édouard de Max dans le rôle d'Homodei, dans Angelo, tyran de Padoue, vu par Lourdey en 1905.

- 1891 : Néron dans Britannicus aux côtés de Marguerite Moreno, et en mars et décembre 1899 aux conférences de l' Odéon
- 1892 : Esope de Théodore de Banville, avril, à l'Odéon, non-joué
- 1892 : Une Vie manquée de Louise Murcie, novembre, aux Bouffes du nord
- 1893 : Faim de Adolphe Thalasso, mai, au Théâtre Déjazet
- 1893 : Les Rois de Jules Lemaître avec Sarah Bernhardt, novembre, au Théâtre du Palais-Royal
- 1893 : Hippolyte dans Phèdre de Jules Lemaître avec Sarah Bernhardt, novembre, au Théâtre de la Renaissance, et reprise en 1900 au Théâtre de l'Odéon
- 1894 : Izeyl, drame en vers de MM. Armand Silvestre et Eugène Morand avec Sarah Bernhardt, janvier 1894 puis mars 1895 , au Théâtre de la Renaissance
- 1894 : L'Art de Adolphe Thalasso, mai, au Théâtre de la Comédie-Parisienne
- 1894 : L'Évêque Sophron dans Gismonda de Victorien Sardou, Théâtre de la Renaissance
- 1894 : Antonin dans La Femme de Claude d'Alexandre Dumas, fils avec Sarah Bernhardt et Lucien Guitry, septembre, au Théâtre de la Renaissance
- 1895 : Joffroy Rudel dans La Princesse lointaine d'Edmond Rostand avec Sarah Bernhardt et Lucien Guitry, avril 1895 au Théâtre de la Renaissance
- 1896 : Héracléa drame en trois actes d'Auguste Villeroy, Théâtre de l'Œuvre de Lugné-Poe, et en juin 1898 au Théâtre Antoine
- 1896 : Don Carlos de Friedrich von Schiller, mise en scène André Antoine, Théâtre de l'Odéon
- 1897 : Polyeucte dans Fragments d'Andromède et de l'Illusion comique, mars, au Théâtre de l'Odéon
- 1897 : Maréchal d'Ancre, mars, au Théâtre de l'Odéon, peu joué, remplacé par Louis Ravet
- 1897 : Ton Sang de Henry Bataille, mai, au Théâtre de l'Oeuvre
- 1897 : Charles VII dans Jeanne d'Arc de Joseph Fabre, juin, au Théâtre de l'Odéon
- 1897 : Jean de Sancy dans Le Repas du lion de François de Curel,novembre, Théâtre Antoine
- 1897 : Dans la Nuit de André de Lorde et Eugène Morel, novembre, aux Escholiers
- 1898 : Joseph d'Arimathée, 3 actes en prose de Gabriel Trarieux, avril, Théâtre Antoine
- 1898 : Satan dans Les Mystères d'Adam, farce du XIIe Siècle adaptée par Pascal de Lannoy, mai, place de la Sorbonne au Quartier Latin lors de La Fête des Fous et de l'Âne
- 1898 : Samuel Renaudin dans Judith Renaudin de Pierre Loti, mise en scène André Antoine, août, Théâtre Antoine
- 1899 : Le Duc de Reichstadt dans Le roi de Rome de MM. Émile Pouvillon et Armand d'Artois, janvier, au Nouveau Théâtre
- 1899 : Saint Genest de Rotrou, novembre, au Théâtre de l'Odéon
- 1900 : Don Balthasar dans Le Cloître de Lugné-Poe d'après Émile Verhaeren, mars, Nouveau Théâtre
- 1900 : La Guerre en Dentelles de Paul Ginisty
- 1900 : L'Empereur dans Le Retour de l'Ile d'Elbe de M. A. Martin Saint-Léon, juin, Salle Wagram
- 1900 : Prométhée de Jean Lorrain, août, Arènes de Béziers, musique et direction de Gabriel Fauré
- 1900 : Pour l'Amour de Auguste Dorchain, septembre, et avril 1901 Théâtre de l'Odéon
- 1900 : Hippolyte dans Phèdre de Jules Lemaître avec Sarah Bernhardt, reprise au Théâtre de l'Odéon, musique de Jules Massenet
- 1900 : Ramsès dans Ramsès de Joseph de Pesquidoux, juin, au Théâtre Égyptien de l'Exposition universelle, musique de Paul Vidal
- 1901 : Néron dans Britannicus, février, reprise au Jardin d'acclimatation
- 1901 : Ulysse dans Ulysse de François Ponsard, partition et chœurs de Charles Gounod, direction d'Émile Pessard, avril, au Théâtre de l'Odéon
- 1901 : Pétrone dans Quo Vadis, septembre, reprise au Théâtre de la Porte-Saint-Martin
- 1901 : Oreste dans Andromaque, novembre, conférences au Théâtre de l'Odéon,
- 1901 : Gygès dans Le Roi Candaule de Lugné-Poe d'après André Gide au Nouveau Théâtre
- 1901 : Prométhée de Jean Lorrain, reprise, août, Arènes de Béziers, musique et direction de Gabriel Fauré
- 1902 : Léopold dans Théroigne de Méricourt de Paul Hervieu avec Sarah Bernhardt, décembre, Théâtre Sarah Bernhardt
- 1902 : Le Duc de Reichstadt dans L'Aiglon d'après Edmond Rostand pour Sarah Bernhardt, octobre, au Théâtre Sarah-Bernhardt
- 1902 : Jean-Marie, pièce en 1 acte d'André Theuriet avec Sarah Bernhardt dans le rôle de Thérèse, mars au Théâtre Sarah-Bernhardt
- 1902 : Giovanni Malatesta dans Francesca da Rimini de Marion Crawford avec Sarah Bernhardt, juin, au Garrick Theatre de Londres, suivit au Théâtre Sarah-Bernhardt
- 1903 : Oreste dans Andromaque de Racine, musique de Camille Saint-Saëns, février au Théâtre Sarah-Bernhardt
- 1903 : Hippolyte dans Phèdre de Jules Lemaître avec Sarah Bernhardt, musique de Jules Massenet, juillet, reprise au Théâtre antique d'Orange
- 1903 : Pierrot dans Le Dieu Vert de Albert Keim avec Marguerite Moreno, novembre au Théâtre Sarah Bernhardt
- 1903 : Werther de Pierre Decourcelle et Henri Crisafulli d'après Goethe, musique de Reynaldo Hahn, mars au Théâtre Sarah Bernhardt.
- 1903 : Les Nuits d'Alfred de Musset, février, conférences aux Théâtre des Capucines
- 1903 : Le Valet de Chiens dans La Légende du Cœur mise en scène par Sarah Bernhardt d'après Jean Aicard, avec Marguerite Moreno, reprise du Théâtre antique d'Orange, septembre, au Théâtre Sarah-Bernhardt
- 1903 : Le Cardinal Ximénés dans La Sorcière de Victorien Sardou avec Sarah Bernhardt et Marguerite Moreno dans le rôle d'Afrida, décembre au Théâtre Sarah Bernhardt.
- 1903 : Napoléon dans Plus que Reine de et mis en scène par Émile Bergerat avec Sarah Bernhardt, juin, Théâtre Adelphi à Londres
- 1904 : Polyeucte, janvier, reprise de Fragments d'Andromède et de l'Illusion comique de 1897 à l'Odéon au Théâtre Sarah-Bernhardt
- 1904 : M. de Pantoya dans Electra de Benito Pérez Galdós, adaptation française de la pièce originales espagnole par Paul Millet, juin au Théâtre de la Porte-Saint-Martin
- 1904 : Le Roi Lear de Pierre Loti et Émile Vedel d'après William Shakespeare, mise en scène André Antoine, Théâtre de l'Odéon
- 1904 : Oreste dans Andromaque de Racine, musique de Camille Saint-Saëns, reprise en août au Théâtre antique d'Orange
- 1904 : Polyphème, pièce en 2 actes de Pierre Samain, mai au Théâtre de l'Œuvre
- 1905 : Néron dans Britannicus, reprise en janvier au Théâtre de l'Odéon
- 1905 : Oreste dans Andromaque, reprise en janvier au Théâtre de l'Odéon
- 1905 : Xerxès dans Les Perses d'André Antoine d'après Eschyle, novembre au Théâtre de l'Odéon
- 1905 : Le berger Balthazar dans l'Arlésienne, en janvier pour la 500e à Théâtre de l'Odéon
- 1905 : Le Roi Astolph dans Le Talisman, quatre actes en vers de Louis Marsolleau d'après Fulda au Théâtre des Bouffes
- 1905 : Hamlet, Ode héroïque à Beethoven, 4e acte, de Joachim Gasquet, le 3 avril au Théâtre Sarah-Bernhardt sous le patronage de l'Infante Eulalie pour le Festival Beethoven
- 1905 : Metternich dans L'Aiglon, avec Sarah Bernhardt dans le rôle du Duc de Reischstadt, 17 et 18 avril au Théâtre Sarah-Bernhardt en présence d'Edmond Rostand
- 1905 : Angelo, tyran de Padoue de Victor Hugo, Théâtre Sarah-Bernhardt
- 1906 : rôle de Marc Antoine dans Jules César de William Shakespeare, mise en scène André Antoine, Théâtre de l'Odéon
- 1906 : Polyphème, pièce en 2 actes de Pierre Samain, reprise en juillet, en plein air, dans le Jardin des Tuileries
- 1906 : Polyeucte, novembre, reprise au l'Odéon de Fragments d'Andromède et de l'Illusion comique de 1897
- 1907 : Claude Frollo dans Notre-Dame de Paris de Victor Hugo, adaptation Paul Meurice, le 10 février au Théâtre de la Porte-Saint-Martin
- 1907 : Adrienne Lecouvreur
- 1907 : Timon dans Timon d'Athènes de William Shakespeare, mise en scène Firmin Gémier, avril au Théâtre-Antoine
- 1907 : L'Évêque dans L'Otage de Gabriel Trarieux, distribution André Antoine, mai au Théâtre de l'Odéon
- 1907 : Polyeucte, juin, reprise au l'Odéon à l'occasion de tri-centenaire de la naissance de Pierre Corneille
- 1907 : Ambioux, le Bucheron Centenaire dans La Velléda de Maurice Magre, août au Thâtre de la nature à Cauterets
- 1907 : Le Roi Lear de Pierre Loti et Émile Vedel d'après William Shakespeare, mise en scène André Antoine, reprise en septembre au Théâtre de l'Odéon
- 1907 : Le Roi Christian dans Le Manteau du Roi, 4 actes en vers de Jean Aicard, octobre au Théâtre de la Porte-Saint-Martin, musique de Jules Massenet
- 1907 : Le Cardinal Ximénés dans La Sorcière de Victorien Sardou avec Sarah Bernhardt, reprise en novembre au Théâtre Sarah Bernhardt.
- 1907 : Prométhée de Jean Lorrain, reprise le 5 décembre à l'Hippodrome, musique de Gabriel Fauré et direction de Fernand Castelbon de Beauxhostes
- 1907 : Oreste dans Andromaque, décembre au Théâtre Fémina
- 1907 : Thésée dans Phèdre de Jules Lemaître, Saint Sylvestre au Théâtre de l'Odéon
- 1908 : Le berger Balthazar dans l'Arlésienne, orchestre et chœurs sous la direction d'Édouard Colonne, reprise en février au Théâtre de l'Odéon
- 1908 : Le Bouddha Siddhārtha dans Nirvaña, poème dramatique en 4 actes de Paul Vérola, musique de Tiarko Richepin, février au Théâtre Fémina
- 1908 : Pausanias dans Cléonice ou La Courtisane de Corinthe, drame en 5 actes et un prologue de Michel Carré (réalisateur) et Paul Bilhaud avec Sarah Bernhardt, avril au Théâtre Sarah Bernhardt
- 1908 : Le Christ dans La Fille de Pilate de René Fauchois, du 10 au 16 avril pendant la semaine sainte au Théâtre des Arts
- 1908 : Ambioux, le Bucheron Centenaire dans La Velléda de Maurice Magre, reprise en mai au foyer du public du Théâtre de l'Odéon
- 1908 : Jésus dans La Samaritaine avec Sarah Bernhardt, mai et juillet au Trocadéro
- 1908 : Bagoas, le vieil esclave dans Les Amours d'Ovide de MM. André Mouëzy-Éon, Jean Auzanet et Edmond Faral, avec Lugné-Poe, musique de Henri Moreau-Febvre, juin au Théâtre de l'Oeuvre
- 1908 : L'Impératrice de Catulle Mendès, Théâtre Réjane
- 1908 : Le prêtre dans Israël, pièce en 3 actes d'Henri Bernstein, octobre au Théâtre Réjane
- 1909 : Perce-Neige et les sept gnomes de Jeanne Dortzal d'après Grimm, mise en scène Lugné-Poe, Théâtre Fémina
- 1909 : Jean IV sans Le Roi (pièce de théâtre) de Robert de Flers, mise en scène de Fernand Samuel, en remplacement de juin à septembre d'Albert Brasseur, juin au Théâtre des Variétés
- 1910 : La Conquête d'Athènes d'Albert du Bois, Théâtre Sarah Bernhardt
- 1910 : Héliogabale (tragédie lyrique) de Déodat de Séverac, Arènes modernes de Béziers
- 1911 : La Dame de Monsoreau d'Alexandre Dumas, Théâtre Sarah Bernhardt
- 1911 : Le Procès de Jeanne d'Arc d'Émile Moreau, Théâtre Sarah Bernhardt
- 1912 : Nabuchodonosor le 21 février de Maurice de Faramond, Théâtre des Arts, Jacques Bouché
- 1914 : Homme riche de Jean-José Frappa et Henry Dupuy-Mazuel
- 1917 : Il le faut ! pièce en 1 acte de René Berton, Théâtre Édouard-VII
- Il a joué également : Basile dans Le Barbier de Séville, Tirésias dans Œdipe roi, don Sallustre dans Ruy Blas, de Horn dans Le Prince d'Aurec

### Carrière à la Comédie-Française
Entrée à la Comédie-Française en 1915
Sociétaire de 1918 à 1924
355e sociétaire
- 1915 : Britannicus de Jean Racine : Néron
- 1916 : Le Barbier de Séville de Pierre-Augustin Caron de Beaumarchais : Bazile
- 1916 : Andromaque de Jean Racine : Oreste
- 1917 : Le Cloître
- 1917 : Gringoire: Louix IX
- 1919 : L'Hérodienne d'Albert du Bois : Decimus Juvenal
- 1920 : Le Repas du lion de François de Curel : Jean de Miremont
- 1920 : La Nuit de décembre d'Alfred de Musset
- 1920 : La Mort enchaînée de Maurice Magre : Sisyphe
- 1921 : Les Fâcheux de Molière : Caritidès
- 1922 : Dom Juan ou le Festin de Pierre de Molière : le mendiant
- 1922 : Ésope de Théodore de Banville : Ésope
- 1922 : Les Phéniciennes de Georges Rivollet : Œdipe
- 1922 : L'Ami Fritz d'Émile Erckmann et Alexandre Chatrian : David Siechel
- 1922 : Britannicus de Jean Racine : Narcisse

## Filmographie
- 1908 : Macbeth de Stuart Blackson
- 1909 : La Tosca de André Calmettes et Charles Le Bargy, avec Sarah Bernhardt, Cécile Sorel, Charles Mosnier, René Alexandre
- 1910 : Polyeucte de Camille de Morlhon
- 1910 : Athalie de Michel Carré et d'Albert Capellani[35],[36],[37],[38]
- 1912 : Les Trois Mousquetaires d'André Calmettes
- 1912 : Le Masque d'horreur d'Abel Gance
- 1920 : L'Ami Fritz de René Hervil
- 1921 : Les Trois Mousquetaires de Henri Diamant-Berger
- 1922 : Vingt Ans après d'Henri Diamant-Berger, de Max joue aux côtés de Marguerite Moreno
- 1922 : Le Mauvais Garçon de Henri Diamant-Berger : Néron
- 1923 : Milady de Henri Diamant-Berger

## Témoignages
- « C'est l'artiste déconcertant, jamais égal, toujours curieux, dont les conceptions étonnent et irritent les pontifes sucrés de la critique; le grand enfant intraitable dont un caprice a failli dix fois briser la carrière; l'esprit ombrageux, entier et irréductible que révolte l'apparence même d'un joug » — Georges Champenois, Revue d'art dramatique.
- « Mes amis sont partis tous mes amis sont morts

Edouard Edouard toi que j'ai tant aimé
Toi sur le cœur de qui j'ai dormi tant de soirs
Toi à cause de qui je meurs de vivre et de t'attendre. »
- « C'est à mon ami bien-aimé Edouard de Max, l'illustre tragédien roumain, que je pense spécialement. L'ayant vu mourir en octobre 1924, et lors du dernier soupir, tourner son visage du côté du mur pour cacher son agonie de ceux qui l'entouraient, je n'oublierai jamais l'expression de son regard et l'impression que j'en rapportai. » — Pierre de Massot, Prolégomènes à une éthique sans métaphysique, p. 65[39]

## Portraits et caricatures
- D. de Losques : Édouard dans Nabuchodonosor, Le Roi
- Il a inspiré le personnage du Monsieur aux chrysanthèmes qui eut un franc succès et une bonne critique en 1908.

## Distinctions
- Chevalier de la Légion d'honneur
- Commandeur de l'ordre de la Couronne (Roumanie) (1921)[40]